# Nowopetriwka (rejon nowomoskowski)
Nowopetriwka (ukr. Новопетрівка) – wieś na Ukrainie, w obwodzie dniepropetrowskim, w rejonie nowomoskowskim, w hromadzie Mahdałyniwka. W 2001 liczyła 855 mieszkańców, spośród których 788 wskazało jako ojczysty język ukraiński, 46 rosyjski, 20 ormiański, a 1 romski.